# Kurse
Kurse (Algrim) es un personaje ficticio que aparece en los cómic publicado por Marvel Comics. El personaje fue creado por Walter Simonson como el Elfo Oscuro Algrim el Fuerte en Thor #347 (Sep. 1984), transformándose en Kurse en Secret Wars II #4 (Oct. 1985).
Algrim es interpretado por Adewale Akinnuoye-Agbaje en el 2013, en la película del Universo Cinematográfico de Marvel por Thor: The Dark World.

## Historial de publicaciones
El Elfo oscuro Algrim el Fuerte fue creado por Walter Simonson y apareció por primera vez en Thor # 347 (septiembre de 1984). El personaje se transformó en Kurse en Secret Wars II # 4 (octubre de 1985).

## Biografía ficticia del personaje
Kurse originalmente era el más poderoso de una raza de Elfos Oscuros, y fue conocido como Algrim el Fuerte. Es obligado por el gobernador de los Elfos Oscuros, Malekith el Maldito a luchar contra el Dios del Trueno asgardiano y superhéroe, Thor. Malekith, sin embargo, traiciona a Algrim mientras él está luchando contra Thor, y en un intento por destruir al dios del trueno ordena que se abra una trampa debajo de los dos. Thor se salva por cortesía de su místico martillo Mjolnir, mientras que Algrim cae en la lava. La armadura encantada de Algrim salva su vida, pero sigue estando herido de gravedad y desarrolla amnesia en el choque.
Algrim está completamente amnésico, a excepción de su deseo obsesivo de conseguir vengarse de Thor. Algrim es posteriormente curado por la entidad cósmica del Todopoderoso, que lo transforma en ser mucho más potente llamado Kurse, que aparentemente es dos veces tan fuerte como Thor. El Todopoderoso transporta a Kurse a la Tierra para luchar contra Thor, sin embargo Kurse confunde al aliado de Thor, Bill Rayo Beta, con Thor y pelea con Kurse. Luego Kurse pelea con el equipo juvenil de superhéroes, Power Pack. Thor se enfrenta a continuación a Kurse, que se pone el cinturón mágico de fuerza para doblar su propia fuerza. El Todopoderoso, sin embargo, duplica la fuerza de Kurse de una vez para contrarrestarlo. 
A pesar de dominar a Thor, Kurse es obligado a darse cuenta de que Malekith, no Thor, es el culpable de su sufrimiento. El Todopoderoso luego transporta a Kurse a Hel a sugerencia de Thor, para frustrar a Hela, la Diosa de la Muerte. Kurse después mata a Malekith, que se había disfrazado de Balder el Bravo, rodeado de legiones de Asgardianos. Los barre y mata a su objetivo, que resulta ser el verdadero Malekith. Después de arrepentirse, se le otorga la ciudadanía entre los Asgardianos.
Él es designado como el guardián de los hijos de Asgard después de que ayudó a proteger a la hija de Volstagg y adoptó hijos durante una plaga, y lealmente sirve Asgard hasta la época de Ragnarok. En el momento de Ragnarok, todos los Asgardianos aparentemente perecen, con la excepción de Thor.
Kurse es capturado más tarde por Malekith, quien le quita la armadura. Algrim es enviado a la prisión de Nastrond, donde se ve obligado a cumplir el resto de la condena de Wazaria, un exmiembro de la Liga de los Reinos. Malekith obliga a Wazaria a ponerse la armadura, transformándola en la nueva Kurse. Antes de ser encarcelado, Algrim alienta a su sucesor a suicidarse a la primera oportunidad que tenga.

## Poderes y habilidades
Kurse posee un número de atributos sobrehumanos como resultado de su fisiología natural de elfo oscuro y aumento místico. La principal ventaja de Kurse en contra de los enemigos es su fuerza - aunque inicialmente cerca de la altura de Thor, su fuerza se incrementó primero en dos ocasiones, y luego cuatro veces, la de Thor. Por cortesía de la armadura encantada que se fusionó a su piel por el Todopoderoso, Kurse es ahora casi totalmente invulnerable, pero como todos los Elfos Oscuros es vulnerable al elemento hierro. Kurse también tiene la capacidad de detectar y rastrear a sus oponentes en distancias tan grandes como los continentes y puede ver a través de las ilusiones y disfraces. Su armadura es una viviente, sensible, y encantada que permite a Kurse ver todo a su alrededor.

## Otros medios

### Películas
- Algrim aparece en la película animada directo a vídeo Thor: Tales of Asgard, con la voz de Ron Halder. Su raza fue asesinada por los Gigantes de Escarcha después de que se vieron obligados a aliarse con Surtur porque Odin no los ayudaría. Luego roba la espada de Surtur y es asesinado por Loki.
- Algrim / Kurse aparece en Thor: The Dark World, interpretado por Adewale Akinnuoye-Agbaje.[11] En la película, aparece como un subordinado cercano de Malekith el Maldito, más tarde convertido en el último de los monstruosos soldados Kursed de los Elfos Oscuros, aumentando su fuerza significativamente mientras une la armadura que llevaba en ese momento con su cuerpo. Él es mucho más fuerte que Thor y tiene poca dificultad para dominarlo en Svartálfaheimr, antes de ser asesinado por Loki con la ayuda de una granada de Elfo oscuro.

### Videojuegos
- Kurse aparece como villano en el videojuego Marvel: Ultimate Alliance con la voz de Tom Kane. Él y Ulik roban un cofre que contiene el anillo de Volla y los héroes tienen que luchar contra ellos para recuperarlo. Un disco de simulación contiene a Thor peleando contra Kurse en Asgard, donde el jugador debe utilizar un martillo de hierro para debilitarlo, para que otros ataques sean eficaces.
- Hace aparición también en Marvel Avengers Alliance como jefe épico en este juego de Facebook.
- También aparece en Lego Marvel Super Heroes como personaje jugable del DLC de Asgard.